# Décès en janvier 1976
Décès
- 1972
- 1973
- 1974
- 1975
- 1976
- 1977
- 1978
- 1979
- 1980

Pour une information complémentaire, voir la page d'aide.

| Date       | Nom             | Pays                   | Activités                       | Âge | Source |
| ---------- | --------------- | ---------------------- | ------------------------------- | --- | ------ |
| 12 janvier | Agatha Christie | Drapeau du Royaume-Uni | Femme de lettres britannique.   | 85  |        |
| 19 janvier | Hidetsugu Yagi  | Drapeau du Japon       | Ingénieur électricien japonais. | 89  |        |